# Macadamia
Genre
Classification phylogénétique
Macadamia est un genre botanique de la famille des Proteaceae. Le genre comprend neuf espèces dont le noyer du Queensland qui donne les noix de macadamia.
Le genre a été dédié au chimiste John Macadam par son collègue le botaniste Ferdinand von Mueller, qui l'a décrit pour la première fois en 1857.

## Liste d'espèces
La plupart des espèces sont originaires de l'est de l'Australie (sept espèces), la Nouvelle-Calédonie (une espèce, M. neurophylla) et Célèbes, en Indonésie (une espèce, M. hildebrandii).
- Macadamia claudiensis
- Macadamia grandis
- Macadamia hildebrandii
- Macadamia integrifolia Maiden et Betche
- Macadamia jansenii
- Macadamia neurophylla
- Macadamia ternifolia - F.Muell.
- Macadamia Tetraphylla (en) L. Johnson
- Macadamia whelanii